# Caecijaera borealis
Caecijaera borealis är en kräftdjursart som beskrevs av Oleg Grigor'evich Kussakin 1962. Caecijaera borealis ingår i släktet Caecijaera och familjen Janiridae. Inga underarter finns listade i Catalogue of Life.